# ジブラルタル包囲戦の一覧

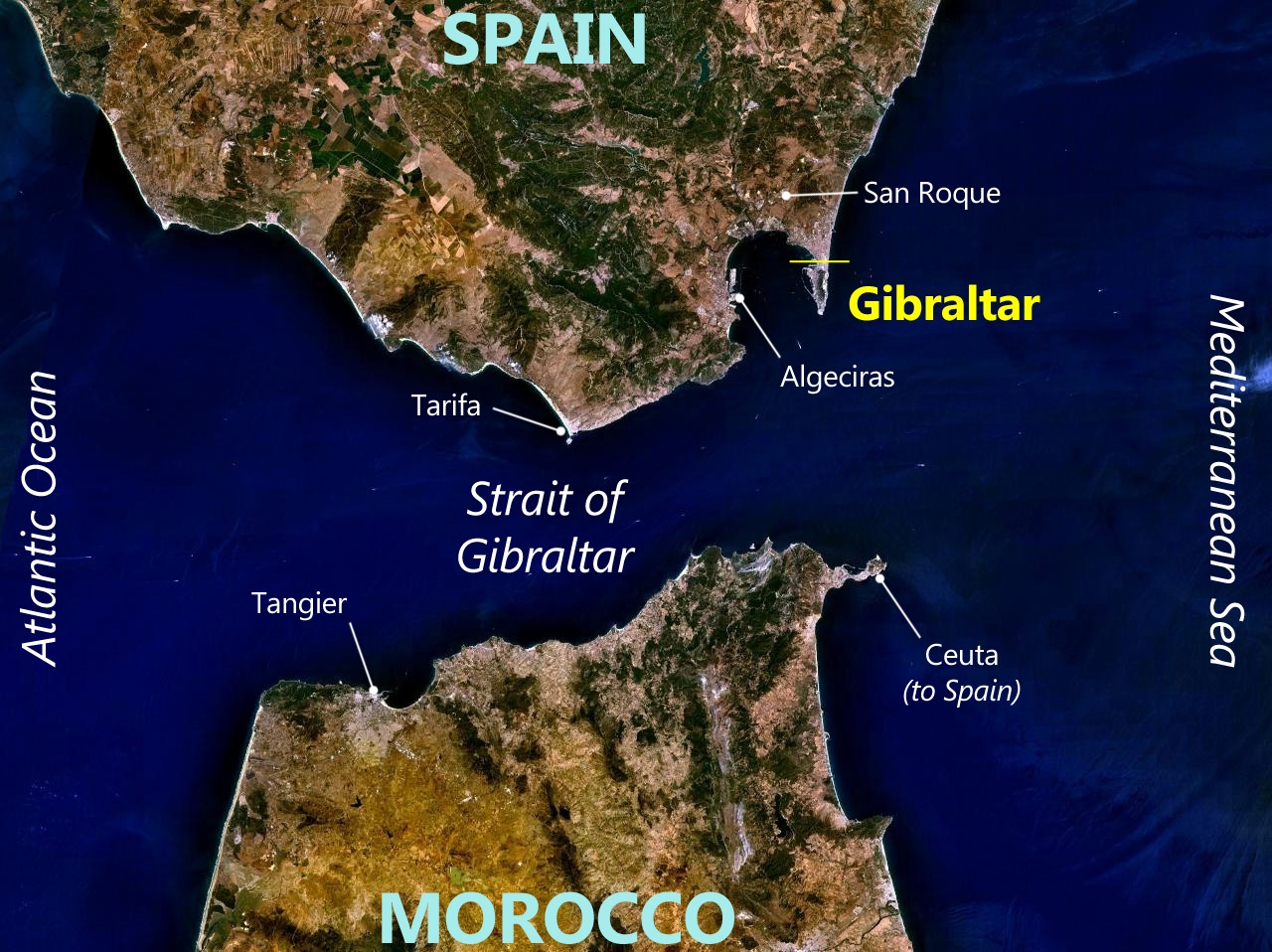
現代のジブラルタル海峡の衛星写真。険しい岩塊の合間に集落が作られ、それぞれ歴史上重要な役割を果たしてきた。

本稿では、歴史上14度にわたり繰り返されてきたジブラルタル包囲戦 (英語: Siege of Gibraltar)を列挙する。ジブラルタル（現イギリス領）はわずか長さ6キロメートル (3.7 mi)、幅1キロメートル (0.62 mi)に過ぎない半島に位置しているが、イベリア半島の南岸で地中海の西側の入り口をコントロールできる、戦略上きわめて重要な地点である。町名の由来となった対岸の北アフリカ・モロッコを望むジブラルタル海峡を抑える地理的重要性と、天然の要害といえる険しい地形ゆえに、ジブラルタルはヨーロッパでも特に多くの戦闘、包囲戦が繰り返される地となった。
14度の包囲戦の内、実際に支配勢力の交代につながったのは5回である。7回はイスラーム支配期のムスリムとカトリックの戦闘で、1回はムスリム勢力同士、2回はカトリック勢力同士の戦闘となっている。そして4回は18世紀中のスペインとイングランド（イギリス）の戦争で、1704年のイングランドとオランダによる占領に始まり、1783年の大包囲戦に終わる。また3回は数日あるいは数時間で決着がついたが、残りは数か月、時には数年を要し、戦争の前後で状況が変わらなかった戦いも含めて数千人の命が失われた。

## 略史

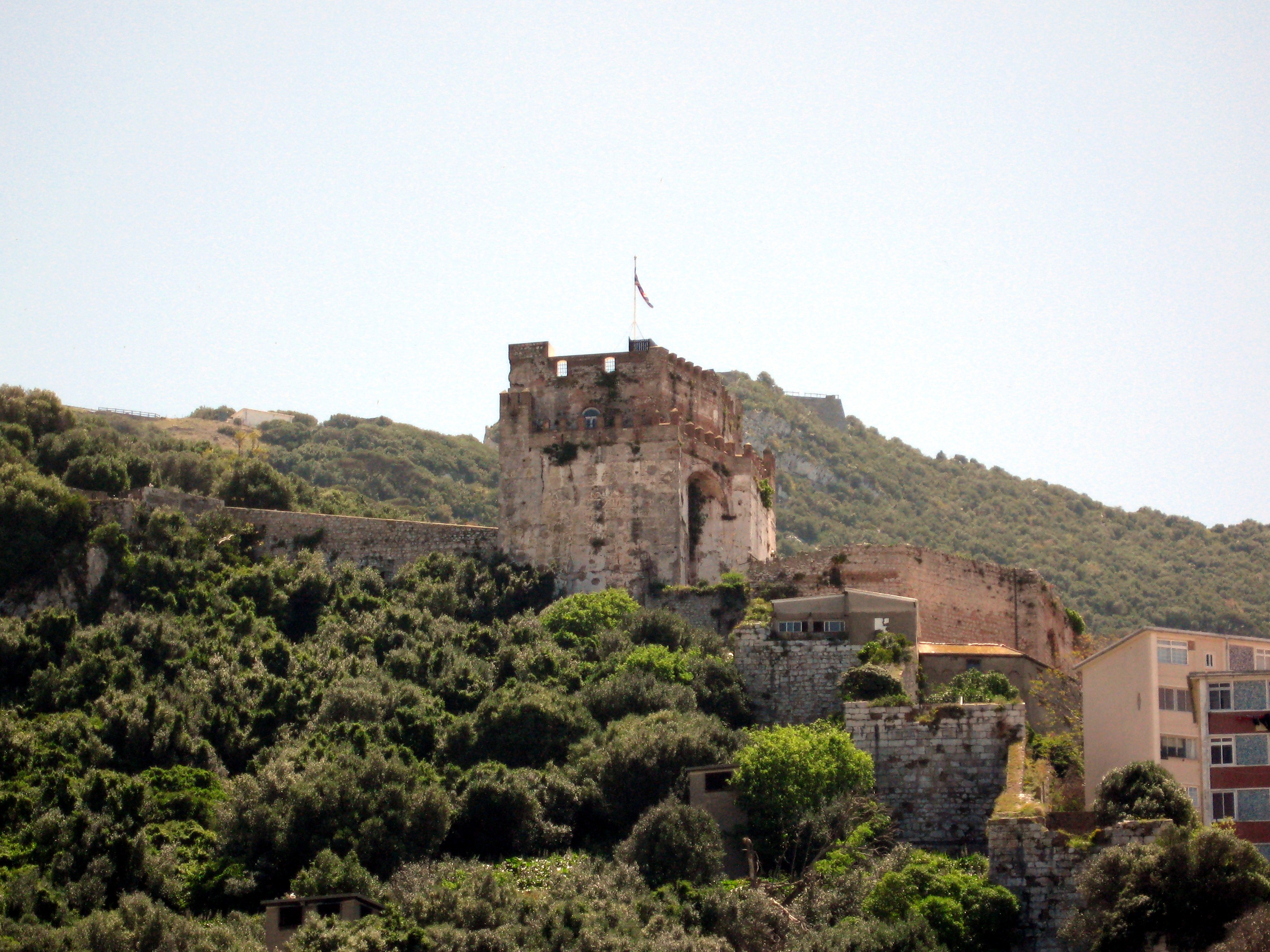
ジブラルタルのムーア城。初期の包囲戦の舞台となった。

ジブラルタルは、スペインの最南端の海岸線の山がちな半島に位置する。その南のジブラルタル海峡は地中海が最も狭まっている地点であり、対岸のモロッコまでは15マイル (24 km)しかない。半島の大部分を占めているのが、高さ426メートルで険しい傾斜を成しているジブラルタルの岩と呼ばれる一枚岩で、北の大陸との間には細く低い地峡がまたがっている。海岸線が険しく切り立っているため、ジブラルタルを東側および南側の海から攻撃することは事実上不可能である。町が面している西側の海岸も強固な岩盤が基礎になっている。そして北側の地峡には、歴代の支配者が城壁や塔、砲台など様々な防衛機構をめぐらしてきた。その地理的な位置関係と地形的な難攻不落ぶりゆえに、ジブラルタルは時代を越えて軍事的な最重要拠点であり続けてきた。
8世紀初頭、ムスリムのアラブ人とベルベル人が北アフリカからジブラルタル海峡を越えイベリア半島に侵攻した。ムーア人と呼ばれた彼らムスリムはジブラルタル周辺を基地とし、ここから残るイベリア半島のほぼ全土を征服した。これに対して8世紀後半からキリスト教徒の反撃、すなわちスペインのレコンキスタが始まった。ここからムーア人勢力をアフリカへ駆逐するまでには約800年もの年が費やされた。キリスト教徒勢力がジブラルタル湾に到達したのは、14世紀になってからだった。ジブラルタルの町ができてから600年近くがたった1309年、歴史に残る最初の包囲戦、すなわち第一次ジブラルタル包囲戦が起きた。この年の7月、カスティーリャ王フェルナンド1世はジブラルタル湾の対岸のアルヘシラスを包囲したが、港を封鎖しても敵はジブラルタルから小船でひそかに物資を補給していた。そこでフェルナンド1世はアロンソ・ペレス・デ・グスマン率いる一軍をジブラルタルに差し向けた。グスマンは1か月にわたる包囲戦の末にジブラルタルを攻略し、ここに初めてカスティーリャ人がジブラルタルに住み着いた。6年後、ムーア人はジブラルタル半島を奪回すべく短期間の第二次包囲戦を起こしたが、カスティーリャの援軍が来るのを見るや撤退した。しかし1333年2月から6月にかけてムーア人は第三次包囲戦を起こし、ジブラルタルを回復した。カスティーリャは再奪取を試みて1333年6月から8月に第四次包囲戦を行うが失敗、1349年から1350年の第五次包囲戦では攻めるカスティーリャ軍内に腺ペストが流行り、アルフォンソ11世をはじめ多くの将兵が命を落として失敗した。その後、ムーア人同士でグラナダ王国とフェズのマリーン朝の間に衝突が起き、1411年にグラナダが第六次包囲戦の末ジブラルタルを奪取した。1436年、カスティーリャの将軍エンリケ・ペレス・デ・グスマンがジブラルタル奪取をもくろみ第七次包囲戦を実施したが失敗、戦死した。
1462年、エンリケ・ペレス・デ・グスマンの息子であるフアン・アロンソ・デ・グスマンが第八次包囲戦の末にジブラルタルを攻略した。ここにムーア人のジブラルタル支配は終わった。しかしこの戦いの後、ジブラルタルの要塞の所有権をめぐる血なまぐさい闘争が始まった。フアン・アロンソ・デ・グスマンは自分に所有権があると主張して宿敵のアルコス伯フアン・ポンセ・デ・アルコスと争っていたが、間もなくカスティーリャ王エンリケ4世が要塞をカスティーリャ王冠に属すると宣言してしまったため、内戦が勃発した。1465年、一部の貴族がエンリケ4世の退位とその異母弟アルフォンソの国王即位を宣言した。フアン・アロンソ・デ・グスマンは自らにジブラルタルを与えるようアルフォンソに約束させたうえで、改めてジブラルタル攻略に挑んだ。この第九次包囲戦でエンリケ4世方の総督は15か月も耐え続けたが、ついに1467年7月に降伏した。1501年にカスティーリャ王イサベル1世が再度ジブラルタルの王冠領化を宣言したが、彼女が死去した後、国内の騒乱に乗じてフアン・アルフォンソ・ペレス・デ・グスマン（フアン・アロンソ・デ・グスマンの孫）がジブラルタルの奪回を目指し第十次包囲戦を起こした。彼の予想に反し守備隊は降伏せず、3か月の包囲戦の末にフアン・アルフォンソ・ペレス・デ・グスマンは攻略を諦め撤退した。

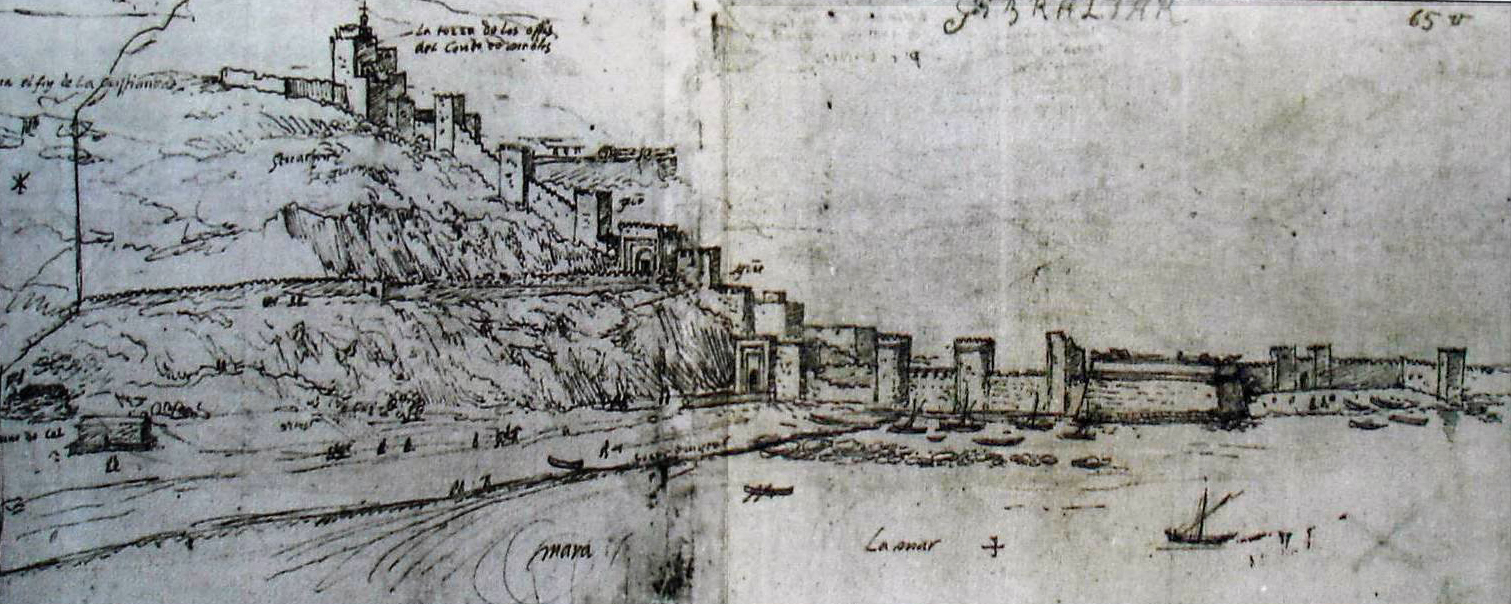
厳重な防備が施されたジブラルタル北側の要塞。1567年の様子であるが、1704年までは大きく変化していない。

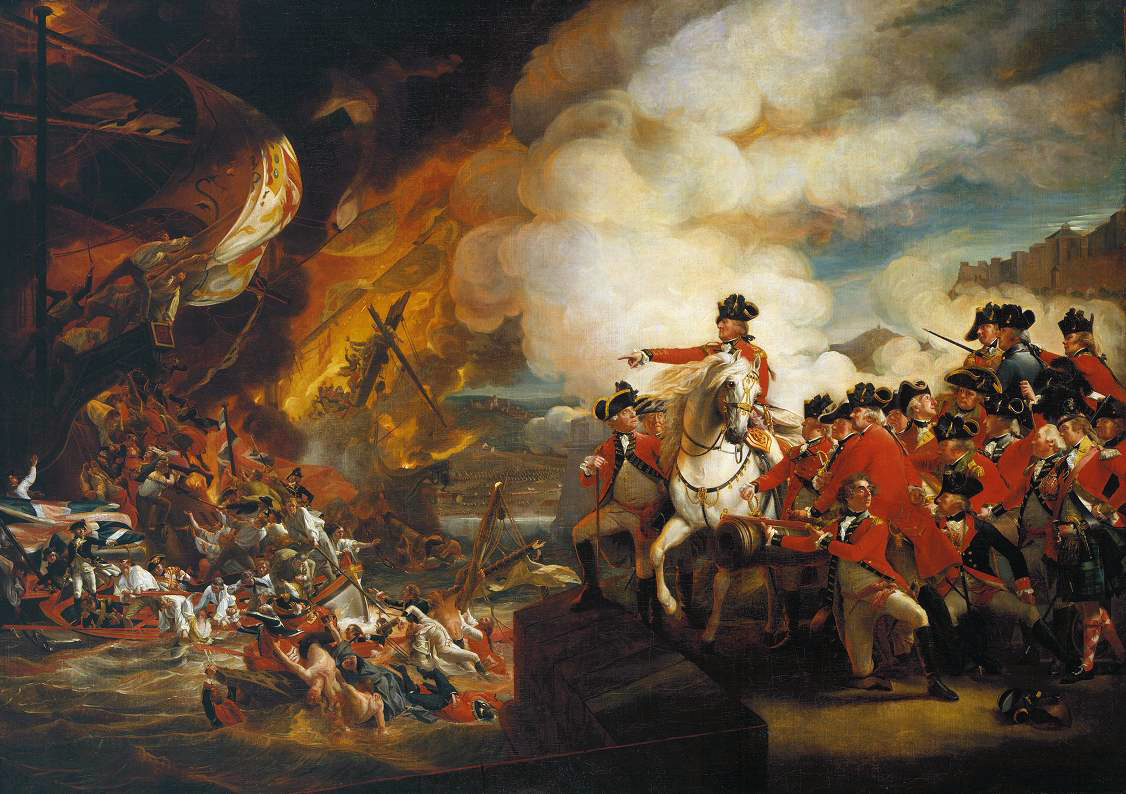
『ジブラルタルの浮き砲台の敗北、1782年9月』 ジョン・シングルトン・コプリーによるジブラルタル大包囲戦を描いた絵画

スペインがレコンキスタを完遂し一つの王冠の元にまとまるまでに10度の包囲戦があった。その後200年間は、比較的平和な時期が続いた。その間、ジブラルタルの岩の要塞は縮小され、その防衛体制も顧みられなくなっていった。この地が久々に戦場となったのは、スペイン継承戦争中の1704年であった。ブルボン家によるフランス・スペイン王位の掌握に反対して手を組んだ連合国の中でも主導的な立場にあったイングランド王国とネーデルラント連邦共和国は、ブルボン家連合の注意を北ヨーロッパにおける陸戦からそらすべく、地中海に足掛かりを築こうと模索していた。いくつかの港湾に対する攻撃が失敗に終わったのち、英蘭連合軍はジブラルタルを標的に定めた。1704年8月1日、連合軍はジブラルタル攻撃を始めた。この第十一次包囲戦は、スペインの総督ディエゴ・デ・サリナスの降伏によりわずか3日で終結した。数週間後、スペイン軍はジブラルタル奪回を期して半島の北 (現ラ・リネア・デ・ラ・コンセプション)に集結した。この第十二次包囲戦は、6か月にわたり地峡が封鎖され、ジブラルタルに激しい砲撃が加えられる展開となったが、英蘭連合軍の守備兵に降伏の兆しが見えず、最終的に仏西連合軍は包囲を諦めた。この戦争は1713年にユトレヒト条約締結で終結し、ジブラルタルは正式にイギリス（1707年にイングランドとスコットランドの合同により成立）に割譲された。当初イギリス政府はジブラルタルを恒久的に領有しようと考えておらず、何かしらの交換条件をつけて返還しようとしていたが、世論の反対により交渉の材料として放棄する選択肢は失われた。一方スペインは、フランスが一方的にスペインに不利なユトレヒト条約を結んでしまったことを裏切りと捉え、自力でジブラルタルを奪回する決意を固めた。1727年、スペイン王フェリペ5世はジブラルタルの去就について定めた第十条について、イギリス側の約定不履行により無効化されたと主張した。2月22日、スペイン軍がジブラルタルの地峡を封鎖し第十三次包囲戦が始まった。しかし4か月の包囲の末、スペイン側は包囲軍への補給線を維持できなくなり、また海軍が弱体でイギリスが海側から自由にジブラルタルへ補給できたことから封鎖の体を成さず、この包囲戦も失敗に終わった。
その後、イギリスとフランスの間で再び緊張が高まったが、両国の野望がぶつかり合った諸戦争においてスペインは中立を維持した。ユトレヒト条約の内容も後の諸条約で再確認され続けたが、一方でスペインはジブラルタルの奪回を諦めていなかった。後にイギリスはフランスとのヨーロッパでの抗争だけでなく、1775年から北アメリカで始まったアメリカ独立戦争への対応にも追われるようになった。独立戦争開始から4年を経た1779年、スペインはついにジブラルタル回復を掲げてイギリスに宣戦布告した。6月にはスペイン軍によりジブラルタルが包囲され、第十四次にして最後の包囲戦、いわゆるジブラルタル大包囲戦が始まった。なお砲火を交え始めたのは9月12日からである。スペインは町や要塞を砲撃しつつ兵糧攻めで守備兵を降伏させようとし、陸側から半島を封鎖するとともに、対岸のモロッコのアラウィー朝スルターンのムハンマド・ベン・アブダッラーを買収して海上補給の寸断に協力させようとした。またこの大包囲戦中には、両陣営の技術者が敵を出し抜くために奇抜な兵器を考案したことでも知られる。例えばスペイン軍は浮き砲台を考案して海上からの砲撃を試み、イギリス軍もジブラルタルの岩の上から撃ちおろせるよう俯角を大きくとれる砲台を設置した。しかし次第に包囲戦は手詰まりとなり、最終的に外交的解決が図られ、包囲が解かれた。結果、イギリスは1783年のパリ条約でジブラルタルを維持することに成功したが、代償として東・西フロリダとメノルカ島をスペインに返還した。

近代以降も、ジブラルタルはイギリスの拠点として重要な役割を果たし続けてきた。18世紀末から19世紀初頭のナポレオン戦争中には、地中海やイベリア半島での戦争で重要な基地となった。第二次世界大戦中には、ナチス・ドイツのアドルフ・ヒトラーがジブラルタル攻撃を計画した（フェリックス作戦)が実行には移されなかった。よって、現在に至るまでで1783年に終結した大包囲戦がジブラルタル最後の包囲戦となっている。なお歴史家の中には、1969年から1985年にかけてスペインがジブラルタル奪回を意図して行っていたジブラルタルとスペインの国境の封鎖を「第十五次包囲戦」と呼ぶ者もいる。

## 包囲戦の一覧

### 第一次包囲戦（1309年8月-1309年9月12日）
7月27日からアルヘシラスを包囲していたカスティーリャ王フェルナンド4世が、ジブラルタル湾の対岸のジブラルタルから敵のムーア人が夜陰に紛れて補給を行っているのをくじくため、アロンソ・ペレス・デ・グスマンにジブラルタル攻略を命令。グスマンは南北から同時に攻撃を仕掛け、ジブラルタルの岩の頂上を奪取するとそこにカタパルトを設置、眼下の街を砲撃した。これにより町は甚大な被害を被ったがムーア人守備隊は撤退せず、包囲戦が続けられた。最終的にはムーア人が北アフリカへ安全に撤退するのと引き換えにジブラルタルを明け渡す和平案をフェルナンド4世がもちかけたことで、ジブラルタルは降伏した。

### 第二次包囲戦（1315年）
正確な日付は不明。第一次包囲戦から6年たってムーア人がジブラルタル奪回を目指したが、まもなくカスティーリャの海軍・陸軍が援軍に来たため短期間で包囲を解いた。

### 第三次包囲戦（1333年2月-1333年6月17日）
マリーン朝の王子アブドゥルマリク・アブドゥルワーヒドとグラナダ王国のムハンマド4世の連合軍による攻撃。この連合軍は先だってカスティーリャ領を激しく荒らしており、カスティーリャはジブラルタル防衛のための備えを整えることができなかった。2月に約7000人のムーア人軍団がジブラルタルを包囲した。不意を突かれたアルフォンソ11世は、ムーア人との各方面に散らばる戦線や中央・北カスティーリャでの反乱、そして資金不足により直ちに応戦することができなかった。彼は21隻の軍艦からなる小艦隊を派遣したが、連携できる陸軍がいないため包囲を破るには不十分だった。その後4か月かけて資金を調達し、ジブラルタルに援軍を派遣したが、この軍がグアダレーテ川に到達する前に、ジブラルタルの総督ドン・バスコ・ペレス・デ・メイラは降伏を決断した。その後総督は北アフリカに亡命し、防衛にあてるべき資金食糧を着服した裏切者とそしられた。

### 第四次包囲戦（1333年6月26日-1333年8月）
第三次包囲戦から時を置かず、アルフォンソ11世率いるカスティーリャ軍がジブラルタルを逆包囲。ムーア人は自らが崩してきた防衛設備を十分に修復する暇が無かった。アルフォンソ11世は比較的防備の薄い南側からも攻め立て水陸同時に攻撃しようとしたが、彼の元の将軍たちには規律が欠けていた。カスティーリャ軍の大部分は増援を待たずに勝手にムーア城へ殺到し、敵にやすやすと裏をとられた。多くのカスティーリャ兵が殺され、約1500人が岩の頂上部に追い詰められた。海上からの補給も船が風に恵まれなかったため思うようにいかず、アルフォンソ11世は退却を始めたが、数マイルほど戻ったところで反転し、もう一度水陸両面からのジブラルタル包囲に取り掛かった。その理由については文献によって説が異なる。この2度目の包囲では、岩の上で抵抗していたカスティーリャ兵を救出することはできたが、ムーア城を落とすことができず、持久戦に入った。ムハンマド4世が救援軍を派遣すると、それが到着する前にアルフォンソ11世は地峡の北側へ撤退した。8月までにアルフォンソ11世の軍も包囲されたが、両軍で損害が増えたためにムーア人側から4年間の和平が提案され、アルフォンソ11世もこれを受け入れた。

### 第五次包囲戦（1349年8月24日-1350年3月27日）
1344年にアルヘシラスが陥落したことで、ジブラルタルはイベリア半島南端部で唯一ムーア人の支配下に残った地域となり、よりキリスト教徒の領主たちにとって魅力的な攻撃目標となった。アルヘシラスでのムーア人の降伏にあたり、キリスト教徒陣営とムーア人陣営の間では10年間の和平が取り決められていたが、1348年にマリーン朝で父王から王位を奪ったアブー・イナーン・ファーリスが和平を破った。これに伴い、アルフォンソ11世は1349年8月に6基の攻城兵器と共にジブラルタルへ進軍し、持久戦の構えを見せた。町の北の地峡には大規模な野営地が築かれ、王の愛妾や庶子たちが呼び寄せられた。しかし冬を越えた翌年2月、カスティーリャ軍の野営地で黒死病が発生した。将軍や貴族、愛妾たちは撤退を求めたが、アルフォンソ11世はジブラルタルをキリスト教徒の手に取り戻すまでは帰らない、といって拒否した。 しかしアルフォンソ11世自身も黒死病にかかり、3月27日の聖金曜日に陣没した。これによりカスティーリャ軍は直ちに撤退を始めた。この時グラナダ王ユースフ1世は援軍を率いてジブラルタル近くまで迫っていたが、カスティーリャ軍が王の遺体とともにセビリアへ撤退するのを認めた。

### 第六次包囲戦（1411年）
アルフォンソ11世死後、カスティーリャ人の目はジブラルタルから離れ、内戦が勃発していた。一方ムスリム側でもグラナダとフェズの対立が表面化した。1374年、フェズのムーア人王はモロッコでの反乱鎮圧への助力の代償として、グラナダにジブラルタルを割譲した。しかし1410年、ジブラルタルの守備隊がグラナダに対し反乱を起こし、周辺地域を支配しつつあったフェズのアブー・サイード・ウスマーン3世に忠誠を誓う事件が起きた。翌年、グラナダはジブラルタル再征服を期してフェズと開戦し、周辺の地を回復した。そして最終局面として、ムスリム勢力同士によるジブラルタル包囲戦が始まった。守備隊は何度か出撃して包囲を突破しようとしたが、グラナダ軍はこれを撃退し、逆に内応者をつくってムーア城を攻略した。守備隊は降伏し、ジブラルタルはグラナダの支配下に戻った。

### 第七次包囲戦（1436年8月-1436年8月31日）
ムーア人支配下のジブラルタルは、キリスト教徒支配域へ盗賊が襲撃に出るための拠点となっていた。1436年、第2代ニエブラ伯エンリケ・ペレス・デ・グスマン（アロンソ・ペレス・デ・グスマンの孫）が、ジブラルタル奪取と盗賊拠点の一掃を図り5000人の軍勢を集めた。彼は息子のフアン・アロンソ・デ・グスマンに軍勢をゆだねてタリファから進撃しジブラルタルの地峡を封鎖させ、自らは艦隊を率いて海側からの上陸を試みた。しかしジブラルタルに着いたエンリケは、街の防備が予想よりはるかに厳重であることに気づいた。特に海側の城壁は以前の包囲戦の頃よりも延長され、海側からジブラルタルの岩へ攻め上るのはさらに困難になっていた。海から上陸したエンリケ軍は城壁に阻まれ、潮流ゆえに逃れることもできず、上から守備兵の放つ飛び道具を浴びることになった。エンリケは撤退を命じて逃げようとしたが、味方が殺到したためにボートが転覆、溺死した。陸側から攻撃していたフアンも、資金難のために包囲継続を諦め撤退した。ムーア人守備隊はエンリケの遺体を発見すると、首を斬って城壁上の籠に晒した。

### 第八次包囲戦（1462年8月-1462年8月20日）
1462年8月、ジブラルタルの住民だったあるムスリムが離反してタリファに亡命、キリスト教に改宗するとともに、タリファ総督のアロンソ・デ・アルコスにジブラルタルの防備が手薄になっていると伝えてきた。アロンソは真偽を確かめるべく、小規模な偵察隊をジブラルタルに派遣した。偵察隊はジブラルタルの街を観察できる位置に身を潜めつつ、街の警備兵を捕らえて拷問し、先の告発と同様の情報を引き出した。そこでアロンソ・デ・アルコスはジブラルタル攻撃を決意したが、攻略後に街を維持するに十分な兵力を集められないため、近隣のキリスト教徒の都市やフアン・アロンソ・デ・グスマンに増援を求めた。この時点でフアンの父エンリケの体は未だジブラルタルの城壁上にさらされていた。周辺都市からの兵を集めたアロンソ・デ・アルコスは、ジブラルタル攻撃を始めた。2日間の激しい戦闘の末、ムーア人の守備隊は降伏を申し出る使者を派遣してきたが、アロンソ・デ・アルコスにはそれを受け入れる権限が無かったため、より上位の貴族の到着を待たねばならなかった。フアン・アロンソ・デ・グスマンらが到着し、ジブラルタルがキリスト教徒との手に渡った後、包囲に参加したデ・グスマン家とポンセ・デ・レオン家の間でジブラルタルの城の所有権をめぐる争いが始まった。ポンセ・デ・レオン家の軍はデ・グスマン家が自分たちを罠にはめようとしていると疑って撤退し、ジブラルタルの岩はデ・グスマン家の支配下に置かれた。以降、両家は宿敵関係になる。

### 第九次包囲戦（1466年4月-1467年7月26日）
ジブラルタルの岩を手に入れたフアン・アロンソ・デ・グスマンであったが、おそらくポンセ・デ・レオン家の差し金により、カスティーリャ王エンリケ4世がジブラルタルを王冠領（国王領）とすると宣言する事態となった。その後カスティーリャの内紛で貴族や聖職者がエンリケ4世を廃位し異母弟のアルフォンソを国王に擁立すると、フアンは直ちにアルフォンソに忠誠を誓い、ジブラルタルをデ・グスマン家に与えるという約束を取り付けた。フアン・アロンソ・デ・グスマンがジブラルタルの包囲を始めると、防衛側のジブラルタル総督はすぐにムーア城へ撤退した。フアン・アロンソ・デ・グスマンの見込みに反して総督は降伏せず10か月にわたり城内で抵抗を続けた。しかしフアンが大砲を持ち出して城壁を破壊し、そこから攻城兵が突入したので、守備隊は城塞最深部の「服従の塔」まで追い詰められた。彼らはそこでさらに5か月耐えたが、援軍は至らずついに降伏した。

### 第十次包囲戦（1506年9月-1506年12月/1507年1月）
第九次包囲戦後、ジブラルタルはデ・グスマン家が実力で支配していた。しかし1501年、カスティーリャ女王イサベル1世は、ジブラルタルは貴族の私領のままにするにはあまりにも重大な拠点であると考え、先代のエンリケ4世と同様にジブラルタルを王冠領とする勅令を発した。この時はデ・グスマン家も目立った抵抗を示さなかった。しかし1504年にイサベル1世が死去し、国内が騒乱に陥ると、第三代メディナ＝シドニア公フアン・アルフォンソ・ペレス・デ・グスマンは軍勢を集め、ジブラルタル回復を目指して進軍した。彼の期待に反してジブラルタルの守備隊は開城しなかったため、だらだらと包囲戦が長引くことになった。4か月後、セビリア大司教が仲介に入り、これ以上ジブラルタルの住民の意に反して街を攻め続けるのは不名誉であるとフアンを説得した。フアンはこれを受け入れ撤退、結局両陣営ともほとんど死傷者を出すことなく包囲戦は終結した。戦後、ジブラルタル市には「最も忠実な」という称号が与えられた。

### 第十一次包囲戦（1704年8月1日-1704年8月3日）
ムーア人の手から奪取して以降、ジブラルタルは240年にわたりスペインの領土であった。18世紀初頭、フランスのブルボン家がスペイン王位を獲得したとき、イングランドとネーデルラント連邦共和国を中心とする反ブルボン諸国は両国の統合を防ぐべく、1702年にスペイン継承戦争を起こした。連合軍はジブラルタル海峡に目を付け、南からスペインを攻める拠点にしようとした。いくつかの都市への攻撃が失敗に終わった（カディスの戦いなど）のち、ジョージ・ルーク提督率いる連合艦隊はジブラルタルを標的に定めた1704年8月1日、連合軍は約2000人の水兵を地峡に上陸させ、ジブラルタルとスペイン本土との連絡を絶った。翌日ルークは小艦隊を組織し、ジブラルタルの岩の西岸の旧防波堤から新防波堤まで列を作るよう命じた。3日早く、この艦隊はジブラルタルの要塞へ砲撃を始めた。約6時間の攻撃の末、連合軍の上陸部隊が新防波堤を強襲したが、連合軍側の過誤かスペイン側の罠により防波堤が爆破され、上陸部隊は損害を被った。しかし生き残った者は海側の城壁を伝ってエウローパ岬に到達し、ここで停戦が結ばれた。ジブラルタル総督は翌朝までという猶予を与えられて市議会と協議し、4日未明に降伏した。

### 第十二次包囲戦（1704年9月3日-1705年3月31日）
連合軍のジブラルタル占領後、彼らの予測通り、9月初頭からスペイン側の反撃が始まった。アンダルシアの司令官フランシスコ・カスティージョ・ファハルドは4000人を率いてジブラルタルの大砲射程付近に布陣し、援軍を待った。彼は10月後半には約7000人の兵を集め、総勢12000人の軍勢をもって要塞を強襲した。一方先の包囲戦以降ジブラルタルを支配していた連合軍側のゲオルク・フォン・ヘッセンは、ジブラルタルの岩近辺の防衛設備を改修し、2000人のイングランド・ネーデルラント兵水兵を予備兵として再編し、脆弱な部分に配備していた。それでもなおゲオルク・フォン・ヘッセンは、水陸両面から同時攻撃を受ければ耐えきるのは難しいと予測していた。その不安は的中し、10月4日に19隻の軍艦と数席の兵員輸送船からなるフランス艦隊がジブラルタルの港に姿を現し、3000人のフランス兵が上陸してきた。彼らは地峡にいるフランシスコ・カスティージョ・ファハルドのスペイン軍に合流した。3週間後、フランス艦隊のほとんどはジブラルタルを後にした。その2日後の10月26日、スペイン軍は最初の砲台を完成させ、要塞の最北部を砲撃し始めた。時を同じくして、フランス軍の分遣隊が港を荒らしまわった。包囲戦は冬まで続き、スペイン軍は要塞への砲撃を続けていたが、12月から1月にかけてイングランド・ネーデルラントの増援隊が到着した。スペイン軍内では兵の脱走や疫病がおこって弱体化が進んでいたため、フランス王ルイ14世は将軍ルネ・ド・フルーレを4500人のフランス・アイルランド兵とともに派遣し、ジブラルタル攻囲の指揮権を握らせた。2月7日、1000人のスペイン兵と500人のフランス・アイルランド兵からなる部隊が「円の塔」を強襲したが、イングランド・ネーデルラント軍の激しい抵抗を受け多大な損害を出して失敗した。3月末にはジョン・リーク提督率いる連合軍艦隊がフランス艦隊を撃破した影響で、スペイン・フランス軍はジブラルタルの包囲を解き、撤退した。

### 第十三次包囲戦（1727年2月22日-1727年6月23日）
筆者不明の文書『包囲戦に関する公正な報告』(Impartial Account of the Siege）の言を借りれば、第十三次包囲戦は「実際に行われているときよりも準備していたころの方が世界に騒音をもたらしていた」 。1713年のユトレヒト条約でジブラルタルは正式にイギリス (1707年合同法により成立)に割譲されたが、スペイン王フェリペ5世はこの条約がフランス王ルイ14世に無理やり結ばされたものだと感じており、不満を抱いていた。そのためスペインは、自力でジブラルタル奪還を試み始めた。1727年1月、フェリペ5世はイギリス・スペイン間のユトレヒト条約第十条がイギリス側の度重なる違約により無効になったと宣言した。スペインの将軍クリストバル・デ・モスコーソ・イ・モンテマイヨルはヨーロッパ中のカトリック国から軍勢を集め、ジブラルタル攻撃を図った。これに対しイギリスは守備兵を増強し、敵襲に備えた。2月22日、イギリス軍が岩の北側の中立地帯にいたスペイン人労働者の一団に発砲したことで第十三次包囲戦が始まった。 戦いはスペイン軍がイギリス軍の砲台や市壁を砲撃するための砲台を地峡に築こうとし、これをイギリス軍が阻止しようとする形で進展した。3月24日までにスペイン軍はイギリス軍の射程範囲内に砲台を完成させ、そこから10日間にわたり砲撃を加えた。これにより要塞は大打撃を受け、イギリス側は防備の修復に追われた。4月初頭以降、悪天候のためにスペイン側の攻撃はしばらく鈍ったが、5月7日からは再び激しい砲撃が始まった。しかし5月20日までに、スペイン側の補給体制が破綻し、砲台が必要とする弾薬を用意できなくなった。一方イギリス側は海からほとんど自由に十分な物資を要塞へ運び込むことができた。スペイン側は攻略を諦めて6月23日に停戦を申し出、翌日に調印された。

### 第十四次包囲戦（1779年6月24日-1783年2月7日）
第十四次包囲戦は、ジブラルタルの最後、最長かつ最も有名な包囲戦で、ジブラルタル大包囲戦(Great Siege of Gibraltarとも呼ばれる。1775年に始まったアメリカ独立戦争でイギリスが苦戦を強いられるようになると、スペインは1779年にフランスの同盟国としてイギリスに宣戦布告した。その主目的はジブラルタルの奪回にあった。以前の包囲戦が陸からの攻撃に終始したために失敗したと考えたスペインは、今回は水陸両面からジブラルタルを包囲し、兵糧攻めで降伏に追い込もうと考えた。さらにモロッコのスルターンを買収してジブラルタルとの貿易を停止させたり、防鎖を海にわたして輸送船がジブラルタルに物資を運びこめないようにした。同時に北側の地峡を13000人の陸軍が封鎖し、50年前の包囲戦で使った砲台を再建し始めた。1780年夏から、スペイン軍は海上の砲艦からジブラルタルを砲撃し始め、対するイギリス側はこの敵艦の行動を妨害する手立てを講ずるとともに、一部の長射程の大砲を使ってスペイン陸軍の陣営を砲撃した。包囲戦を通じてスペイン軍はジブラルタルを砲撃し続けたが、次第にその勢いは弱くなっていった。また海側の封鎖も、商船の通行を認めたことから結局補給品が運び込まれるのを防ぐことができず、守備隊を飢えさせるという計画はうまくいかなかった。しかも商船はジブラルタルから市民を運び去っており、ますます兵糧攻めの効果が薄くなっていった。最終的にフランスの仲介の元で長期間にわたる交渉が行われて、イギリスが東・西フロリダとメノルカ島を返還する代わりにジブラルタルを維持することが決まり、包囲戦もようやく終結した。